# مورچه‌مرغ تیره
مورچه‌مرغ تیره یا مورچه‌مرغ تیرانین (نام علمی: Cercomacroides tyrannina) یک پرنده گنجشک‌سان در زیرتیرهٔ Thamnophilinae از تیرهٔ Thamnophilidae، «مورچه‌مرغ‌های نمادین» است که از جنوب مکزیک تا آمریکای مرکزی و در برزیل، کلمبیا، اکوادور، گویان فرانسه، گویان، سورینام و ونزوئلا یافت می‌شود.
باور بر این است که مورچه‌مرغ تیره در تمام طول سال ساکن است.